# 肝癌

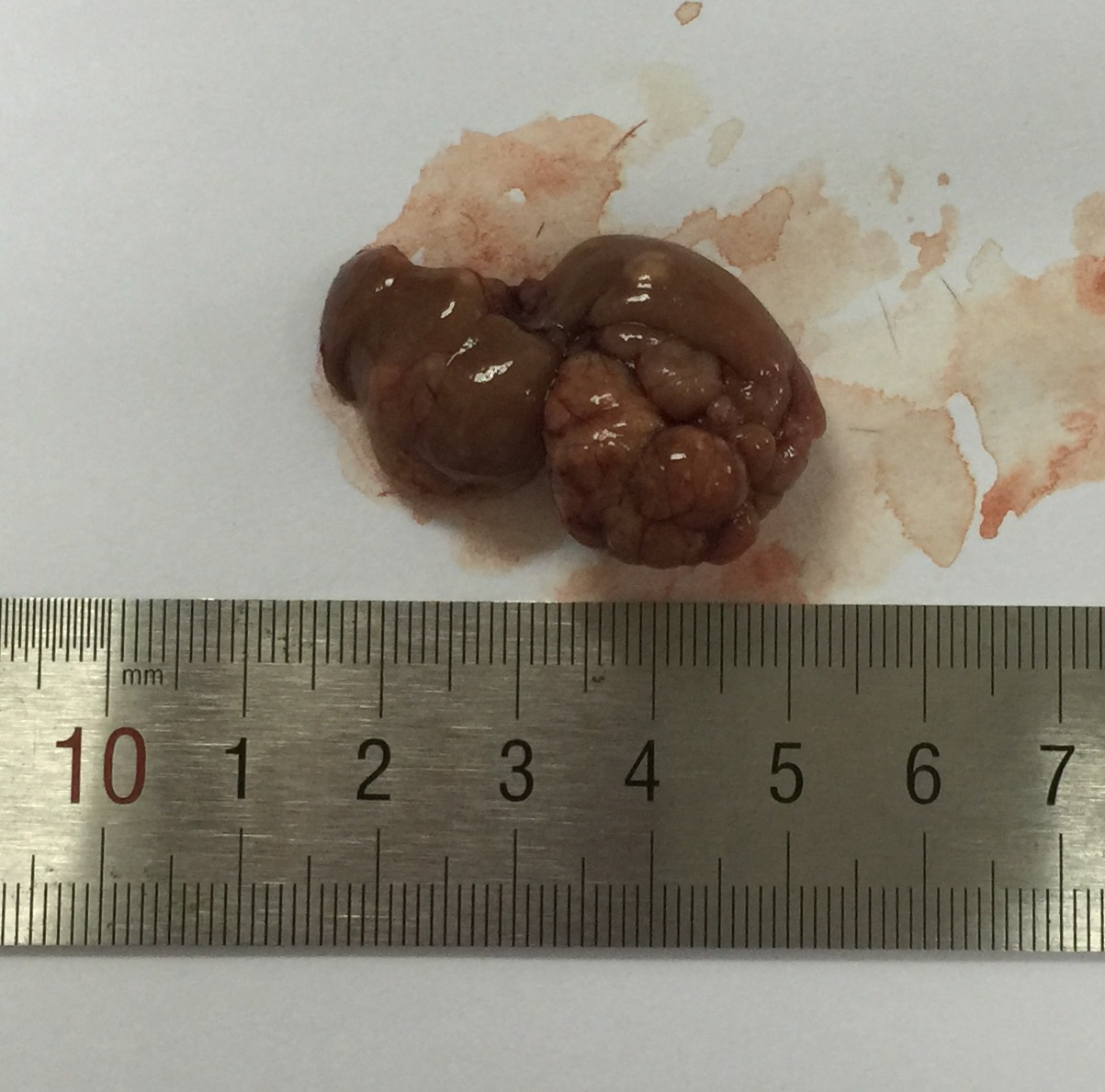
患肝癌的小鼠肝臟，可見右下方的肝癌組織顏色、質地均與左側的正常組織不同。

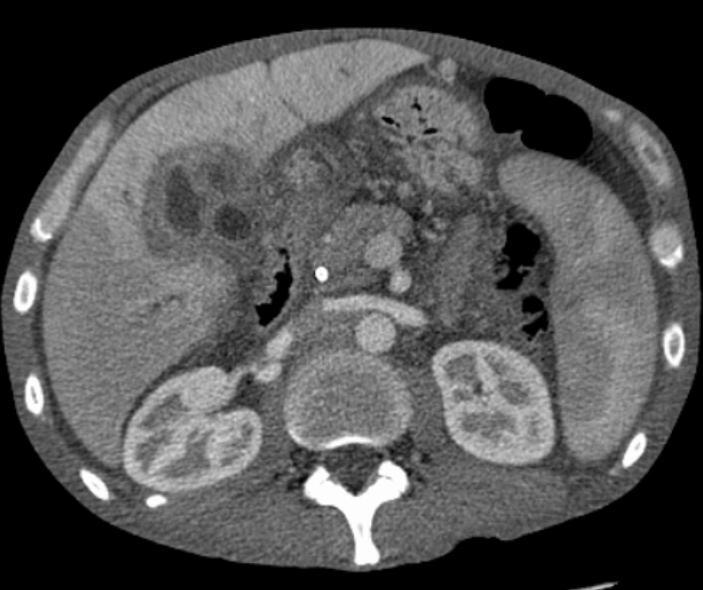
有膽管癌肝臟的X射线计算机断层成像

肝癌（英語：liver cancer）是指發生於肝脏或從肝臟開始的恶性肿瘤。癌症也可能從其他部位轉移到肝臟，稱為肝轉移瘤，其比例比肝臟原生性的肿瘤要高。肝癌的症狀包括胸廓右側下方的腫塊或疼痛、腹水、黄疸、容易瘀傷、體重減輕以及身體的虛弱。
肝癌的主要原因是因為乙型肝炎、丙型肝炎或是酒精造成的肝硬化。其他原因包括黃麴毒素、非酒精性脂肪性肝病及肝吸蟲。最常見的是肝細胞癌（HCC），佔總病例的八成，其次的是膽管癌。其他較少見的有粘液性囊性腫瘤及導管內乳頭狀膽道腫瘤。可以透過血液檢驗及醫學影像來診斷，並透過組織活檢來證實。
預防性的手段有乙型肝炎疫苗以及治療已罹患乙型肝炎或丙型肝炎的病患，以避免其進展成癌症。若是慢性肝病的病患，會建議進行篩檢。治療方式包括外科手術、靶向治疗及放射線療法，特定情形下也可以進行電燒、栓塞治療或是肝移植。小於1公分的腫塊可以先進行積極觀察，再評估是否介入。

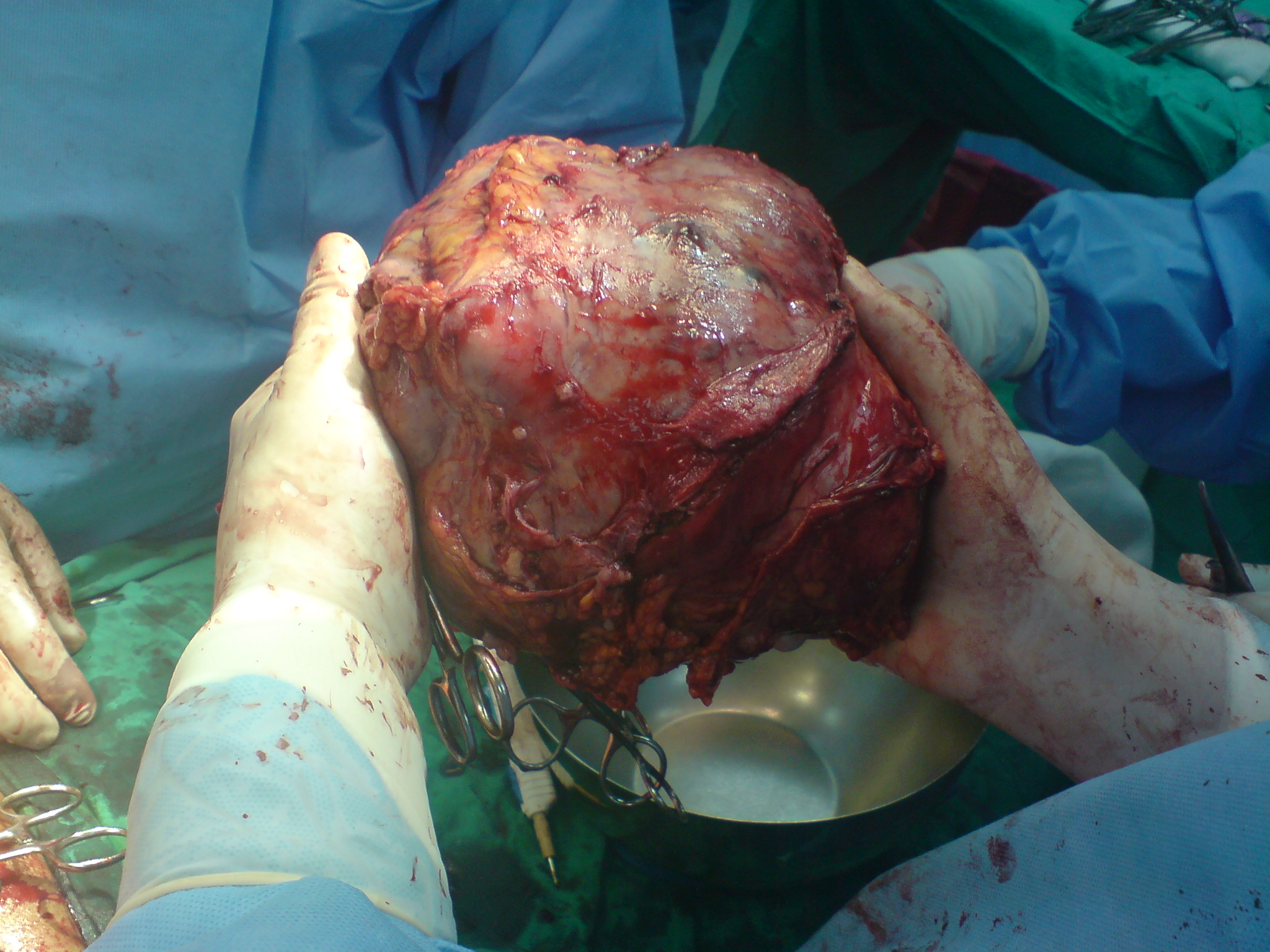
圖為一名50多歲男子正在接受肝臟腫瘤部分切除手術，被切除的肝左葉部分的一塊大腫瘤清晰可見，拍攝地點為沙特阿拉伯利雅得金沙特醫學中心

原發性肝癌是出現頻率第二高的癌症（6%），致死率則是第六高（9%）。2012年有78.2萬人罹患肝癌，造成74.6萬人死亡。2013年有30萬人是因為乙型肝炎造成的肝癌而死亡、34.3萬人是因為丙型肝炎造成的肝癌而死亡、9.2萬人是因為酒精引發肝癌死亡。乙型肝炎及丙型肝炎流行的地區，肝癌發生率也比較高，包括亞洲及撒哈拉以南非洲。男性罹患肝細胞癌症比率比女性要高。最常在55歲到65歲之間成人中診斷出肝癌。美國肝癌的五年存活率是18%

## 分类
如果是肝臟内的細胞所引發的癌病，称为“原发性肝癌”；若然是肝外的癌細胞透過血液或其他途徑擴散至肝臟的話，則称为“转移性肝癌”。
原发性肝癌根據病發部位再可以細分為：
- 在肝葉的肝細胞發生的“肝細胞癌”；
- 在胆管的上皮細胞發生的“膽管細胞癌”。

原发性肝癌中有95％程度屬於肝細胞癌，所以一般所講的肝癌都專指肝細胞癌。

## 原因
- B型肝炎
- C型肝炎
- 肝硬化
- 酒精性肝炎
- 鐵質沉積症
- 黃麴毒素及其他致癌物質

## 篩查與治療
肝肿瘤检测方法主要分为传统检测和基因检测两种，基因法是未來研發方向，2019年中国临床肿瘤学年会發布論文表示一種PreCar專案已經有重大成功，该项目由中国工程院院士、瑞基因科技、国家肝癌科学中心、上海东方肝胆外科医院聯合研發，透過基因檢驗能在很早期微小階段檢驗出肝癌，比傳統法提前6—12个月能大幅提高5年生存率達四倍，但目前此法依然處於高價格的自費項且要例行性時常檢驗方能發揮其優勢。
肝癌確診後以各種侵入式手術為主
- 外科切除手術：不適用於肝硬化患者。
- 藥物射法
- 局部加熱法
- 低溫冷凍法：例如：經皮酒精注射療法等。
- 射頻燒灼術
- 經導管動脈栓塞療法
- 標靶藥物治療+導引螺旋刀

## 外部連結
- 財團法人台灣癌症基金會 （页面存档备份，存于）